# Hymenocephalus barbatulus
Hymenocephalus barbatulus är en fiskart som beskrevs av Gilbert och Hubbs 1920. Hymenocephalus barbatulus ingår i släktet Hymenocephalus och familjen skolästfiskar. Inga underarter finns listade i Catalogue of Life.